# 광

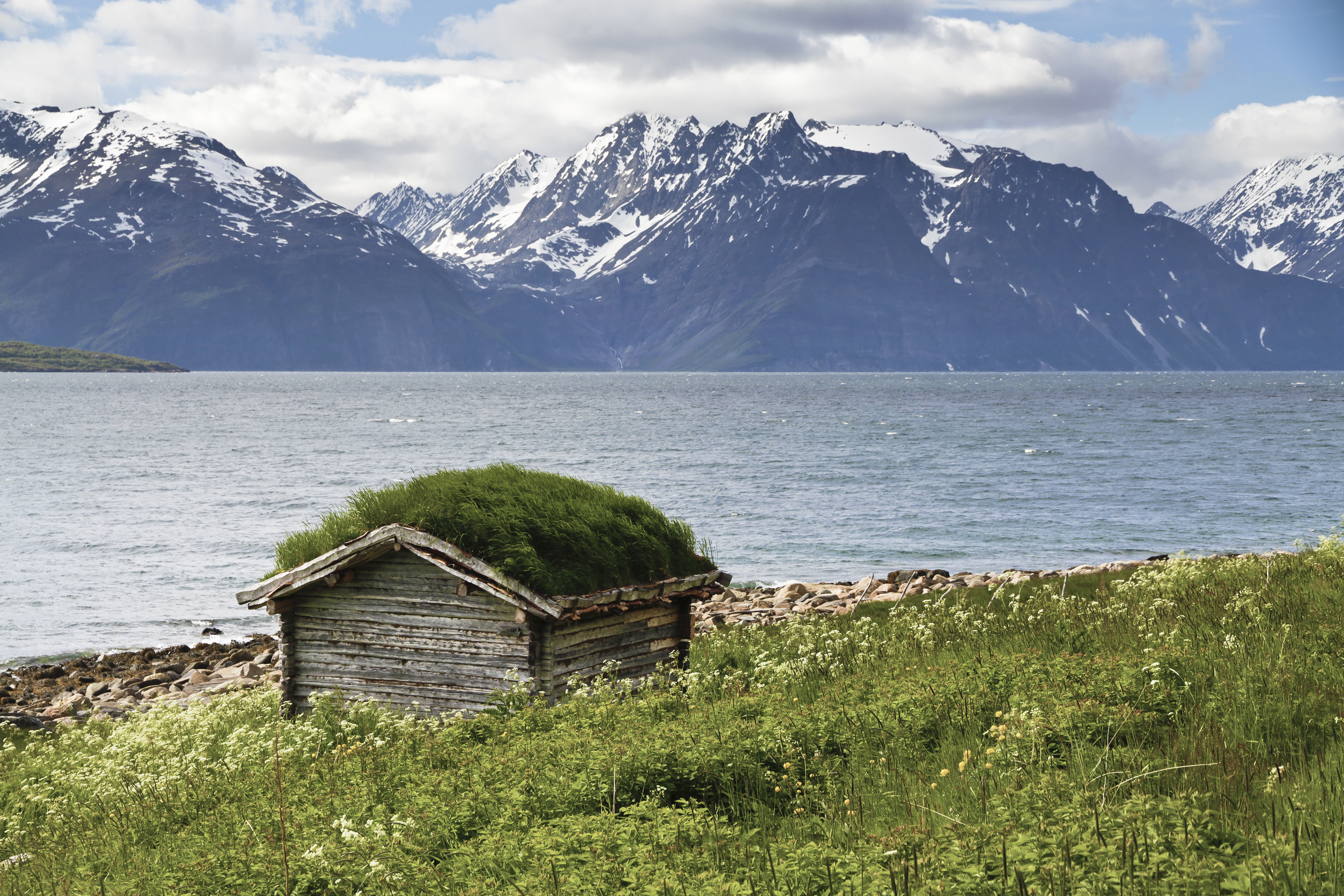

광(shed)은 잡다한 물건들을 쌓아놓는 작은 단칸 구조물이다.
광은 일반적으로 단순한 단층 지붕 구조로 취미용으로 사용되거나 뒤뜰이나 할당지에서 작업장으로 사용된다. 광은 자전거나 정원 물품을 덮도록 설계된 단순한 측면 개방에서부터 슁글 지붕, 창문 및 전기 콘센트가 있는 대형 목재 프레임 구조물에 이르기까지 크기와 건축의 복잡성이 상당히 다양하다. 농장이나 산업에서 사용되는 창고는 대형 구조물일 수 있다. 광 건축의 주요 유형은 금속 프레임 위의 금속 외장, 플라스틱 외장 및 프레임, 전체 목재 건축(지붕은 아스팔트 슁글 또는 주석 외장일 수 있음), 나무 프레임 위에 지어진 비닐 측면 광이다. 작은 광에는 나무 또는 플라스틱 바닥이 포함될 수 있으며 더 영구적인 광은 콘크리트 패드나 기초 위에 지어질 수 있다. 어린이, 가축, 야생 동물 등의 도난이나 출입을 방지하기 위해 광을 잠글 수 있다.

## 같이 보기
- 판자촌